# Сорабија
Сорабија (глсрп. Sorabija) је студентско друштво у Лајпцигу (Липск) са веома дугом традицијом, основано 10. децембра 1716. године.